# Shibō Yūgi de Meshi o Kuu
Shibō Yūgi de Meshi o Kuu (死亡遊戯で飯を食う。?) es una serie de novelas ligeras japonesas escritas por Yushi Ukai e ilustradas por Nekometaru. La serie comenzó a publicarse bajo el sello de novelas ligeras MF Bunko J de Media Factory en noviembre de 2022. Una adaptación al manga ilustrada por Banzai Kotobuki Daienkai comenzó a serializarse en la revista de manga seinen Comp Ace de Kadokawa Shoten en abril de 2023. Una adaptación de la serie de televisión de anime producida por Studio Deen se estrenará en enero de 2026.

## Argumento
Yuuki se despierta y se encuentra con un uniforme de sirvienta en una extraña mansión. Después de deambular por el comedor, se encuentra con otras cinco chicas, todas con exactamente el mismo atuendo. 
Pronto, las chicas descubren que la mansión está repleta de armas letales y una variedad de trampas mortales... y que solo pueden escapar jugando al más espantoso de los juegos. A medida que la aterradora verdad se hace presente, el rostro de todas las chicas palidece, excepto el de Yuuki. ¿Por qué? Porque esta no es su primera vez. Así es, Yuuki es una jugadora profesional de juegos de muerte que vive del dinero de los premios que recauda al ganar brutales competiciones de asesinatos, y no está dispuesta a dejar pasar esta oportunidad.

## Personajes
Yuuki (幽鬼 Yūki?)
Seiyū: Yuki Nakashima (PV), Chiyuki Miura (anime)

## Contenido de la obra

### Novela ligera
Shibō Yūgi de Meshi o Kuu fue escrito por Yushi Ukai e ilustrado por Nekometaru y comenzó a publicarse bajo el sello de novelas ligeras MF Bunko J de Media Factory el 25 de noviembre de 2022. Se han publicado seis volúmenes hasta el 25 de abril de 2024.
Durante su panel en la Anime Expo 2023, Yen Press anunció que había obtenido la licencia de la serie.

### Manga
Una adaptación al manga ilustrada por Banzai Kotobuki Daienkai comenzó a serializarse en la revista de manga seinen Comp Ace de Kadokawa Shoten el 26 de abril de 2023. Los capítulos del manga se han recopilado en dos volúmenes tankōbon a partir de julio de 2024.
| Volúmenes de manga publicados | Volúmenes de manga publicados | Volúmenes de manga publicados |
| Número                        | Fecha de lanzamiento          | ISBN                          |
| ----------------------------- | ----------------------------- | ----------------------------- |
| 1                             | 26 de diciembre de 2023       | ISBN 978-4-04-114456-5        |
| 1                             | 25 de julio de 2024           | ISBN 978-4-04-115036-8        |

### Anime
Se anunció una adaptación a serie de televisión de anime durante el evento de transmisión en vivo "MF Bunko J Natsu no Gakuensai 2024" el 1 de septiembre de 2024. La serie será producida por Studio Deen y dirigida por Souta Ueno, con Rintarou Ueda manejando la composición de la serie, Eri Osada diseñando los personajes y Junichi Matsumoto componiendo la música. Su estreno está previsto para enero de 2026.

### Oros medios
En agosto de 2023 se lanzó un video promocional en el canal de YouTube Kadokawa Anime que conmemora el lanzamiento del cuarto volumen de la novela ligera. Presentó a la actriz de voz Yuki Nakashima como el personaje principal, Yuki.

## Recepción
La serie ganó el Premio a la Excelencia en los 18.º premios anuales MF Bunko J Light Novel Newcomer Awards en 2022. La serie también ocupó el primer lugar en el ranking de nuevos títulos y el segundo en la categoría Bunkobon en la edición de 2024 de la guía Kono Light Novel ga Sugoi! de Takarajimasha.